# Киселёвцы (агрогородок)
Киселёвцы (бел. Кісялёўцы) — агрогородок в Кобринском районе Брестской области Белоруссии. Входит в состав Киселевецкого сельсовета.
По данным на 1 января 2016 года население составило 547 человек в 216 домохозяйствах.
В агрогородке расположены почтовое отделение, детский сад - средняя школа, детская школа искусств, клуб, амбулатория и магазин .

## География
Агрогородок расположен в 9 км к юго-востоку от города и станции Кобрин, в 55 км к востоку от Бреста, в 4 км от автодороги М1 Кобрин-Минск.
На 2012 год площадь населённого пункта составила 2,37 км² (237 га).

## История
Населённый пункт известен с 1730 года. В разное время население составляло:
- 1999 год: 215 хозяйств, 574 человека;
- 2005 год: 227 хозяйств, 561 человек;
- 2009 год: 518 человек;
- 2016 год[2]: 216 хозяйств, 547 человек;
- 2019 год[1]: 433 человека.